# Anisopodus scriptipennis
Anisopodus scriptipennis là một loài bọ cánh cứng trong họ Cerambycidae.